# Liu Xiaomei
Liu Xiaomei, född 11 januari 1972, är en friidrottare från Kina. Hon deltog vid olympiska sommarspelen 2000.